# Hrabstwo Morgan (Georgia)

Piramida wieku hrabstwa

Hrabstwo Morgan – hrabstwo w USA, w stanie Georgia. Siedzibą administracyjną hrabstwa jest Madison. Jest najbardziej wysuniętym na wschód hrabstwem obszaru metropolitalnego Atlanty i obejmuje niewielką część Jeziora Oconee.

## Miejscowości
- Bostwick
- Buckhead
- Madison
- Rutledge

## Sąsiednie hrabstwa
- Hrabstwo Oconee (północ)
- Hrabstwo Greene (wschód)
- Hrabstwo Putnam (południowy wschód)
- Hrabstwo Jasper (południowy zachód)
- Hrabstwo Newton (zachód)
- Hrabstwo Walton (północny zachód)

## Demografia
Według spisu w 2020 roku hrabstwo liczy 20,1 tys. mieszkańców, co oznacza wzrost o 12,5% w porównaniu z poprzednim spisem z roku 2010. 73,8% stanowi biała społeczność nielatynoska, 20,8% to Afroamerykanie lub czarnoskórzy i 3,4% to Latynosi.

## Polityka
Hrabstwo jest silnie republikańskie, gdzie w wyborach prezydenckich w 2020 roku, 70,3% głosów otrzymał Donald Trump i 28,6% przypadło dla Joe Bidena.

## Religia
W 2020 roku większość mieszkańców to protestanci. Inne religie obejmowały: katolików (4,1%), mormonów (2,8%) i świadków Jehowy (0,6%).